# Gigliola Cinquetti
Gigliola Cinquetti (Verona, Italija 20. prosinca 1947.) je talijanska pjevačica, TV voditeljica i novinarka.

## Karijera
Sa 16 godina nastupila je i pobijedila na Festivalu Sanremo 1964.  pjevajući Non Ho L'Età, skladbom Nicole Salerna na stihove  Marija Panzerija. Gigliolina izvedba ove pjesme bila je odličan spoj s lirikom a njezin dječji izgled, pravi odraz onog što pjeva, - to joj je osiguralo pobjedu. Pobjeda joj je omogućila nastup na Eurosongu 1964., gdje je otpjevala istu pjesmu i donijela prvu pobjedu Italiji na tom natjecanju. Nakon toga uslijedio je  Gigliolin međunarodni uspjeh, popela se i na britanske top liste, tržište nesklono talijanskoj glazbi. 1966., otpjevala je pjesmu u istom stilu Dio, come ti amo, i ova pjesma požnjela je veliki uspjeh. Ponovo je predstavljala Italiju na Eurosongu 1974., otpjevavši pjesmu Sì, skladba Maria Panzeria, Danielea Pacea, Lorenza Pilata i Carrada Contia, zauzela je drugo mjesto, iza grupe švedske grupe ABBA koji su pobijedili s pjesmom Waterloo. Godine 1991. vodila je Eurosong u Rimu.

## Giglioline izvedbe naFestivalu Sanremo
- 1964. "Non ho l'età (Per amarti)" - u alternaciji s Patriciom Carli
- 1965. "Ho bisogno di vederti" - u alternaciji s Connie Francis
- 1966. "Dio come ti amo" - u alternaciji s Domenicom Modugnom
- 1968. "Sera" - u alternaciji s Giulianom Valci
- 1969. "La pioggia" - u alternaciji s France Gall
- 1970. "Romantico blues" u alternaciji s Bobbyjem Solom
- 1971. "Rose nel buio" - u alternaciji s Ray Conniffom
- 1972. "Gira l'amore (Caro bebè)"
- 1973. "Mistero"
- 1985. "Chiamalo amore"'
- 1989. "Ciao"
- 1995. "Giovane vecchio cuore"

Od 1990.  radi kao novinarka i TV voditeljica na nacionalnoj televiziji RAI.

## Vanjske poveznice
- IMDB entry